# Amira Willighagen
Amira Willighagen (Nijmegen, 27 de março de 2004) tornou-se conhecida como cantora de árias de ópera e outras músicas clássicas com nove anos, sem nunca ter uma única lição de música ou canto.

## Carreira
Em outubro de 2013, Willighagen participou das audições para o show de talentos da Holanda Got Talent e impressionou o júri, com sua interpretação da ária O Mio Babbino Caro, da ópera Gianni Schicchi de Puccini. O vídeo dessa performance rapidamente tornou-se um recorde no You Tube e foi visto por mais de 20 milhões em todo o mundo. Nas semi-finais, Willighagen cantou  Ave Maria de Gounod. Em 28 de dezembro de 2013, venceu a final do show de talentos com a sua interpretação de Nessun dorma, uma ária do último ato da ópera de Puccini Turandot. Até então, ela era tão popular que recebeu sozinha, mais de 50% dos votos dos telespectadores.
Em fevereiro de 2014, Willighagen gravou seu álbum de estreia intitulado Amira. O álbum contém dez faixas, incluindo as músicas que ela realizou durante o Holland Got Talent. O álbum foi lançado na Holanda em 28 de março, atingindo o disco de ouro apenas 2 semanas, o que significa que até então já 10 000 exemplares haviam sido vendidos ou baixados.
A primeira apresentação internacional da Willighagen teve lugar na África do Sul, no Classicos Concertos em 28 de fevereiro e 1 de março de 2014. Em 30 de abril, foi para Las Vegas, como parte do prêmio que recebeu ao vencer o Holland Got Talent.
Com metade da receita que ela faz através de suas vendas de álbuns, Willighagen lança seu próprio projeto de caridade para construir parques infantis para as crianças pobres. Em março de 2014, abriu o primeiro campo de jogos em Ikageng, uma cidade perto de Potchefstroom, na África do Sul, país onde sua mãe nasceu.
Além de cantar, gosta de participar de atletismo (corrida), adora animais e gosta de escrever. Willighagen contou que sua vocação para cantar se deu ao acompanhar o irmão, que toca violino, e não parou mais, ouvindo árias e reproduzindo-as praticamente de ouvido, sem nenhum tipo de ajuda.
Em julho de 2014 participou de uma apresentação ao lado de André Rieu, em Maastricht, onde mais uma vez interpretou a ária "O Mio Bambino Caro ", mostrando uma performance melhor do que a que a lançou como estrela mirim de fama internacional.
| Album              | Ano  |
| ------------------ | ---- |
| Amira              | 2014 |
| Merry Christmas    | 2015 |
| Classics Is Groot  | 2016 |
| Afrikaans Is Groot | 2016 |
| Classics Is Groot  | 2017 |
| With All My Heart  | 2018 |